# La donna incinta
La donna incinta (in francese: La femme enceinte) è un dipinto a olio su tela (193x116 cm) realizzato nel 1913 dal pittore Marc Chagall.
È conservato nella Stedelijk Museum di Amsterdam.
Il soggetto pittorico è una donna incinta vestita con abiti folkloristici russi. Con la mano sinistra l'enorme figura mostra l'interno del proprio grembo, in cui si vede una figura in piedi: attorno a lei, simboli e segni come la capra ed il pastore ornano lo sfondo.